# Абрамовка (Ростовська область)
Абрамовка (рос. Абрамовка) — хутір Кам'янського району Ростовській області.
Входить до складу Старостаничного сільського поселення.
Населення - 790 осіб (2010 рік).

## Географія
Хутір Абрамовка положено на лівому березі Сіверського Дінця на південний схід від центра міста Кам’янськ-Шахтинський, на його східній межі.

### Вулиці
- вул. Леніна,
- вул. Набережна,
- вул. Ромашкова,
- пров. Світлий,
- пров. Тополиний.